# Coupe-jarret
Le coupe-jarret est une technique de combat à cheval destinée à priver un cavalier (soldat) de sa monture en lui sectionnant un jarret. Le terme désigne encore un brigand, voire un assassin de profession.

## Origine militaire
Le combattant à pied ou à cheval, devait se placer derrière le cheval de l'ennemi, et lui couper les tendons des muscles fléchisseurs des phalanges faisant chuter la monture et désarçonnant le cavalier. Cette technique de combat très ancienne est déjà attestée à plusieurs endroits dans l'Ancien Testament comme dans Josué : « L'Eternel dit à Josué : Ne les crains point, car demain, à ce moment-ci, je les livrerai tous frappés devant Israël. Tu couperas les jarrets à leurs chevaux, et tu brûleras au feu leurs chars. ».

## Évolutions figurées
Comme l'attaque se faisait par derrière, le terme a évolué au figuré pour désigner une attaque sournoise, lâche, déshonorante pour celui qui la commet, puis pour désigner l'auteur lui-même d'un acte lâche.
Le Centre national de ressources textuelles et lexicales lui donne comme synonyme assassin, tueur à gages et par hyperbole le sens de personne cruelle et sans scrupules. Le Larousse et le Littré indiquent : brigand, assassin de profession,.

## Pluriel
L'invariabilité ou au contraire l'existence d'un pluriel fait débat. L'Académie française écrit un coupe-jarret, des coupe-jarrets.

## Odonyme
Dans la ville de Vienne (Isère) en France existe la montée de Coupe-Jarret, remarquable par sa pente propre à couper les jarrets de celui qui en fait l'ascension à pieds.